# Ofensiva de Hasaka (2015)
La Tercera ofensiva de Al Hasakah fue lanzada por el Estado Islámico en mayo de 2015, contra la capital provincial de Al Hasakah, que se encontraba en manos del Ejército Árabe Sirio y las YPG. Fue el tercer asalto de los yihadistas en la gobernación en el año.

## La ofensiva

### Primera fase
El 30 de mayo, el EI lanzó una ofensiva sobre la parte de la gobernación de Al Hasakah que estaba bajo control siriokurdo y avanzó hasta las afueras de la capital, luego de que dos terroristas suicidas atacaran posiciones del ejército, matando e hiriendo a unos 50 soldados. La ofensiva originó desde la ciudad de Al Shaddadah, al sur de Al Hasakah y en manos del EI,
El 31 de mayo, la fuerza aérea bombardeó Al Shaddadah, matando a 43 terroristas y 22 civiles. El EI respondió enviando a dos suicidas hacia las posiciones militares alrededor de la ciudad; uno de ellos manejaba un camión cisterna, y mató a 9 soldados.
El 1 de junio, el Estado Islámico lanzó un sinnúmero de proyectiles de mortero y cohetes sobre el centro de la urbe, seguido por un asalto terrestre en los pueblos de Al-Dawoudiyah y Rad Shaqra. Finalmente, los terroristas lograron penetrar en la prisión de Al-Ahdath, y capturaron el sector sureste de las instalaciones. 
Tras la llegada de refuerzos gubernamentales, el ejército habría recapturado algunas áreas de la prisión.
En la mañana del 2 de junio, el EI se hizo con el perímetro sur de Al-Dawoudiyah. Mientras tanto, las fuerzas del gobierno expulsaron a los yihadistas de Rad Shaqra. Al día siguiente, se reportó que una recientemente creada milicia progubernamental asiria, denominada Fuerzas de Protección Gozarto, habían llegado desde Al-Qamishli para reforzar las filas del ejército.
El 4 de junio, el gobierno envió más refuerzos a Al Hasakah. Para este momento, el Estado Islámico se hallaba en poder del puesto de control Panorama, la prisión de Al Ahdath, tres pueblos —incluyendo Al-Dawoudiyah— y la compañía eléctrica de la ciudad, indicando que los terroristas estaban a menos de 500 metros de Al Hasakah. Los avances se produjeron luego de un asalto en el que participaron seis suicidas, cinco de ellos en la prisión. Un total de 11 suicidas atacaron diversas posiciones del gobierno desde el inicio de la ofensiva.
El 5 de junio, las YPG y el Consejo Militar Siríaco se plegaron a las tropas del gobierno en el monte Kawkab, en un intento por prevenir posibles ataques del EI sobre Al Hasakah. Al día siguiente, el EI bombardeó posiciones del ejército con obuses cerca de Kawkab.
Al 6 de junio, las fuerzas del gobierno lanzaron una contraofensiva y recapturaron el puesto de Panorama, la prisión y la planta de energía. Esa noche, las YPG comenzaron a luchar contra el EI en los sectores occidentales que ellos controlaban. La participación kurda inició debido a críticas de funcionarios locales por no defender Al Hasakah. 
Para el día siguiente, el ejército había recapturado Al-Dawoudiyah y Abyad. Poco después, otro ataque del EI en la prisión y la planta de energía, que duró buena parte del día, fue repelido.  Luego, las fuerzas armadas continuaron contraatacando y recapturaron Al Watwatiyah y Al Mishtal Al-Zura’yy, exulsando al EI hasta 2 km fuera de la ciudad. Los combates continuaron cerca de la prisión  y la planta, mientras la fuerza aérea bombardeaba posiciones de los terroristas en la ruta entre Al Hasakah y Al Shaddadah, y en la propia Al Shaddadah.
El 8 de junio, el ejército prolongó su contraofensiva hasta capturar la localidad de Aliyah, expandiendo así la zona de amortiguamiento a 12 km de Al Hasakah. Ese mismo día, la agencia de noticias progubernamental Al Masdar calificó al ejército de «triunfante» en su defensa de la ciudad.